# Conchodytes tridacnae
Conchodytes tridacnae är en kräftdjursart som beskrevs av Peters 1852. Conchodytes tridacnae ingår i släktet Conchodytes och familjen Palaemonidae. Inga underarter finns listade i Catalogue of Life.